# Angola ved sommer-OL 2024
Angola deltog i sommer-OL 2024 i Paris, Frankrig i perioden 26. juli til 11. august 2024.
De vandt ingen medaljer.

## Atletik
Angola sendte en sprinter til at konkurrere under sommer-OL 2024.
| Atlet         | Event          | Indledende | Indledende | Heat  | Heat      | Opsamling | Opsamling | Semifinale      | Semifinale      | Finale          | Finale          |
| Atlet         | Event          | Tid        | Rangering  | Tid   | Rangering | Tid       | Rangering | Tid             | Rangering       | Tid             | Rangering       |
| ------------- | -------------- | ---------- | ---------- | ----- | --------- | --------- | --------- | --------------- | --------------- | --------------- | --------------- |
| Marcos Santos | Mændenes 100 m | 10.31 NR   | 2 Q        | 10.40 | 7         | N/A       | N/A       | Gik ikke videre | Gik ikke videre | Gik ikke videre | Gik ikke videre |

## Medaljer
| 2024 Paris | Guld | Sølv | Bronze | Total |
| Algeriet   | 0    | 0    | 0      | 0     |

### Medaljevinderne
| Algeriet under sommer-OL 2024 i Paris | Algeriet under sommer-OL 2024 i Paris | Algeriet under sommer-OL 2024 i Paris | Algeriet under sommer-OL 2024 i Paris | Algeriet under sommer-OL 2024 i Paris |
| Medalje                               | Navn                                  | Sport                                 | Event                                 | Dato                                  |
| ------------------------------------- | ------------------------------------- | ------------------------------------- | ------------------------------------- | ------------------------------------- |
| -                                     | -                                     | -                                     | -                                     | -                                     |